# 丹尼士統治者

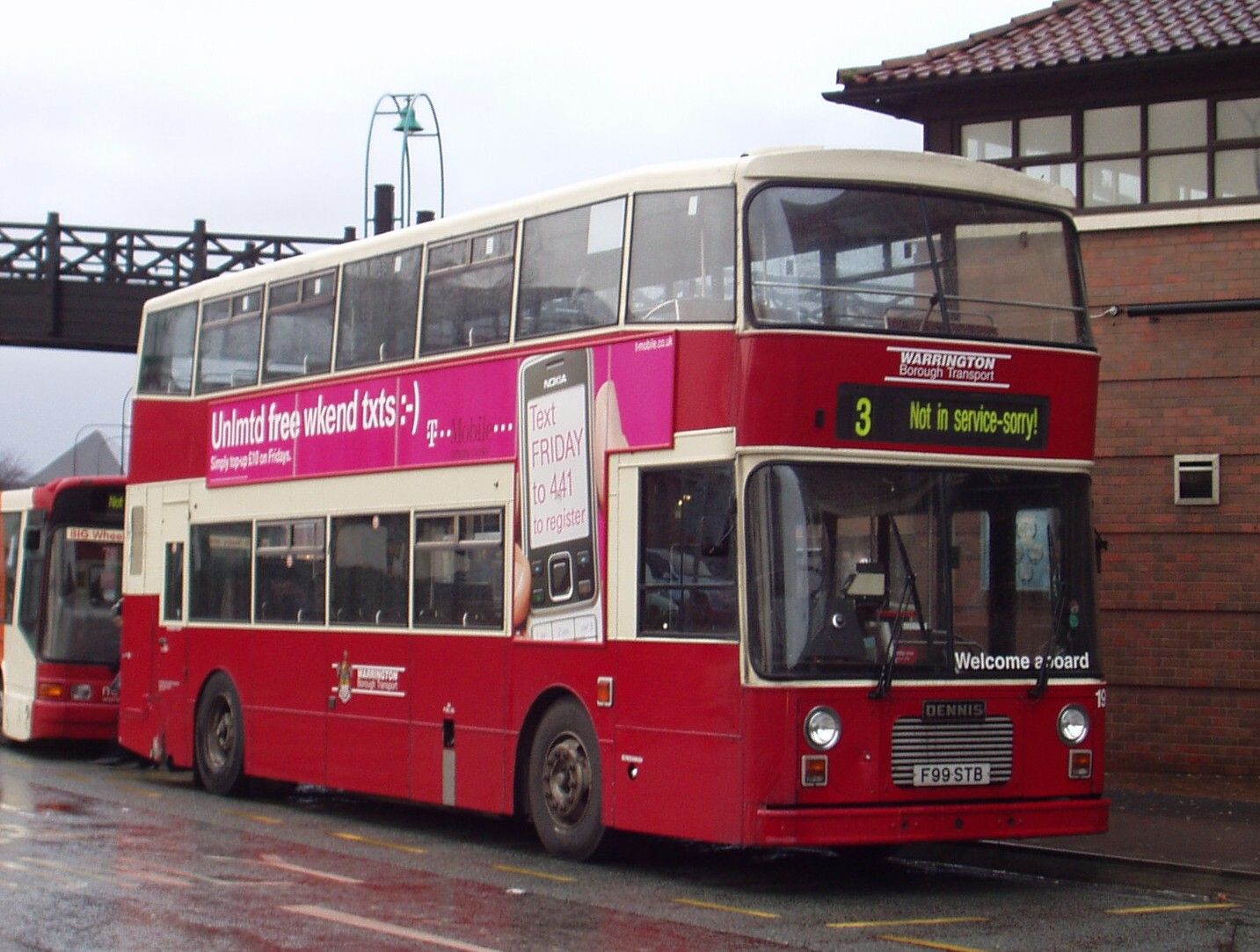
一輛服役於英國Warrington的丹尼士統治者巴士，配東蘭開夏車身

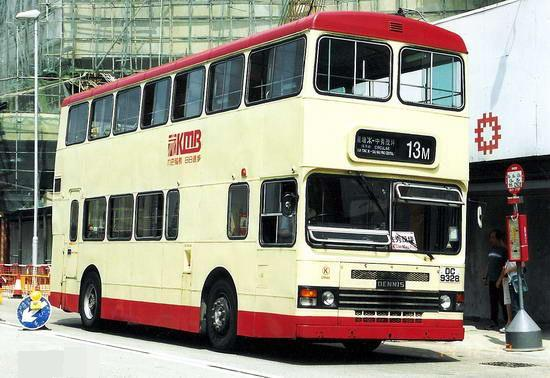
香港九巴的丹尼士統治者9.7米巴士

丹尼士統治者巴士又譯丹尼士多明尼達巴士（英語：Dennis Dominator）是丹尼士車廠推出的第一款後置引擎雙層巴士，於1977年投產。統治者型是丹尼士車廠於1967年停產Loline三型雙層巴士以來，為再次進入巴士市場而開發的產品，此車型後來更發展出丹尼士巨龍及丹尼士禿鷹巴士。

## 簡述
丹尼士統治者是丹尼士車廠在1967年停止生產巴士後，再度推出的巴士系列產品。丹尼士車廠期望以新設計的後置引擎巴士，挑戰利蘭車廠在英國客車市場的主導地位，從而在該市場分一杯羹。統治者型巴士底盤分為多種長度，有9.5米、9.7米及最長的10.1米。
與上一代後置引擎巴士（如丹拿珍寶）相比，統治者型除了改用「福依特」DIWA 851全自動變速箱外，其引擎散熱水箱被置於車頭，有別於丹拿珍寶把水箱置於引擎旁邊，避免把引擎及散熱水箱擠在空間有限的車尾引擎室，可令引擎的冷卻效果更佳。在當時除了統治者，Bristol VRT型巴士以及都城嘉慕威曼都城巴士均使用此設計。
1987年前生產的統治者型可選配呈「U」型凹陷形狀的尾軸或者GKN出品的行星齒輪尾軸，前者令巴士底盤擁有比當年大部分巴士低的地台，而且可適應英國巴士公司傾向使用矮車身的取向，後者則可提升扭力輸出，直到1987年推出二度改良型後，行星齒輪尾軸就成為標準配備。大多數統治者型巴士，都是使用吉拿6LXB，和福依特的DIWA 851全自動波箱；後來亦有採用吉拿6LXCT、LG1200渦輪增壓引擎、康明斯L10系、勞斯萊斯及DAF引擎。
早期的統治者型底盤，是沿用傳統的葉片彈簧懸掛系統。至1980年，開始出現新穎的氣墊懸掛版本；而到1983年，丹尼士索性把氣墊懸掛系統列為標準裝置。另外，早年生產的統治者型巴士的引擎室外殼是採用類似於Bristol VRF的外觀設計，到了1984年，改為類似於Foden NC的引擎室外殼的設計，直至1987年初再作出少量修改成為最後期的設計，而這些不同時代的三款引擎室外殼同樣應用於衍生自統治者型的巨龍/禿鷹系列上。
統治者型底盤可供選用的車身；在英國，統治者型主要採用東蘭開夏（East Lancashire）、亞歷山大車身（包括被英國巴士公司廣泛採用的R型車身）或Northern Counties車身，部分早期的統治者型巴士更採用Marshall、Willowbrook或單層巴士車身；出口香港的統治者型以裝配都普車身為主。

## 丹尼士統治者在香港

### 中華巴士
中華巴士率先於1979年引入一輛配東蘭開夏車身的統治者樣辦巴士DD1（車牌號碼BX2164），並安排行走20及21線。到了1982年，中巴再引入6輛配亞歷山大RL型矮車身的統治者巴士，車隊編號為SD1至SD6，後者主要行走於往來中環及山頂之間的15號線，以其低矮車身，方便駛過山頂的渣甸橋。
DD1的長度有10.1米，是同款巴士在香港最長的。雖然DD1的長度、引擎、懸掛系統及座位數量均與當年大行其道的「珍寶」一樣，可是DD1配備先進的Voith DIWA851自動波箱，車身亦比珍寶的設計更有時代感。到了1990年代，DD1因運輸署的車輛重量限制，車上的企位被完全取消，載客量只剩下101人。到了1997年，這部獨一無二的巴士，亦被迫退役。
至於6輛矮身版「亞歷山大」車身的統治者，其中首3輛（SD1-SD3）沿用葉片彈簧懸掛，而其後的3輛（SD4-SD6），卻改用了氣墊式懸掛系統。如前所說，由於擁有低矮的車身，因此這6輛巴士都被安排主力行走往返山頂的路線。到了1990年代中期，這6輛巴士因面對零件供應短缺，先後於1996年至1997年間退役。

### 九龍巴士
統治者巴士正在研發期間，九龍巴士向丹尼士尋找新的車源，丹尼士一度向九龍巴士推薦統治者，但鑑於珍寶巴士於九龍巴士的表現不太理想，九龍巴士對同屬後置引擎的統治者有所保留，於是丹尼士接納九龍巴士的要求，研發出前置引擎和一人操作的喝采型巴士。
九龍巴士於1982年試驗由統治者衍生出來的3軸巨龍巴士後感到滿意，於是在1983年至1984年間購入40輛配都普金屬部件車身的統治者巴士。首輛統治者型雙層巴士，車隊編號DM1（車牌DA7157）於1983年聖誕夜首航105線。而其餘39輛統治者型於出牌後，亦陸續服役於過海線。後來，這些載客量只有103人的統治者型巴士，都被編往屯門廠及沙田廠。常行走於61X、62X、70、70X、80K、81、81K、82K、84M、85K、87K、89、89R等。到了1990年代末期，這些巴士又被調往九龍灣車廠及荔枝角車廠，行走1、1A、2、2A、2C、2D、2F、5C、5D、6A、7B、8、10、11B、11D、12A、13M、15A、18、21、30、35A、36A、36B、38A、45、46、96R等路線。40輛統治者巴士於2000年至2001年萬聖節退役。
此外，九龍巴士於1984年5月接收了1輛前新加坡巴士的樣辦車（新加坡車牌SBS7003Y），該車原本是丹尼士車廠供新加坡巴士試用，但沒有獲得訂單購買。該輛統治者雙層巴士於1982年生產，裝配東蘭開夏車身，採用DAF的DK1160型柴油引擎，輸出功率180kW，並配用福伊特D831型全自動波箱。新加坡巴士與香港巴士在車身外觀上的最大分別，是新加坡巴士兩旁近車窗的橫向扶手都是安裝在車身外部，而香港則裝於車廂內，所以該巴士抵港後便根據香港的標準進行改裝，包括把車窗外的扶手拆除，裝在車廂內。該輛巴士完成改裝後獲配車牌DL9739，於1986年加入九龍巴士的訓練巴士車隊，並在上層加裝模擬載客後重量的水箱，用於高級駕駛訓練用途。最後於1991年退役解體，而此車在香港從未載過一位付費乘客。

### 城巴
城巴於1986年至1987年引入4輛二手的統治者巴士，其中3輛配Marshall車身，另1輛配Willowbrook車身。4輛巴士於1990年至1991年退役後，其中3輛轉售至中國廣州市行駛。

### 雅高巴士／大巴士公司
雅高巴士於1986年引入1輛配東蘭開夏車身的統治者巴士，再於1993年至1995年引入22輛，配矮身版「亞歷山大」車身的統治者二手巴士，其中3輛亞歷山大車身（已被改裝為開頂巴士）的巴士於2008年被大巴士香港購入，用作開辦觀光線之用。該車最後於2015年9月中退役，正式結束丹尼士統治者在香港長達36年的服務。
在2021年3月，大巴士香港把閑置在車廠的亞歷山大車身的統治者巴士（8,KA 4691)轉售給巴士迷作私人保留，此車相信是大巴士公司開業以來首次轉售古董巴士給巴士迷保育。此車現開始進行復修工作。

## 進一步發展
1981年，丹尼士車廠推出統治者型的單層版本，即丹尼士獵鷹巴士。1982年，丹尼士車廠為出口香港而開發出加長至12米及3軸的統治者，即丹尼士巨龍/禿鷹巴士，這型號的巴士亦有少量出口到非洲。3軸版的統治者型生產線一直維持至1998年，生產線比兩軸版的統治者型還遲了兩年才關閉。

## 停產
丹尼士統治者停產後，於1996年由丹尼士飛箭巴士取代。丹尼士車廠總共售出了1007輛統治者，包括一輛於1985年生產作測試用途的無軌電車。

## 外部連結
- 香港巴士大典上的相关条目：丹尼士統治者